# Lockheed S-3 Viking

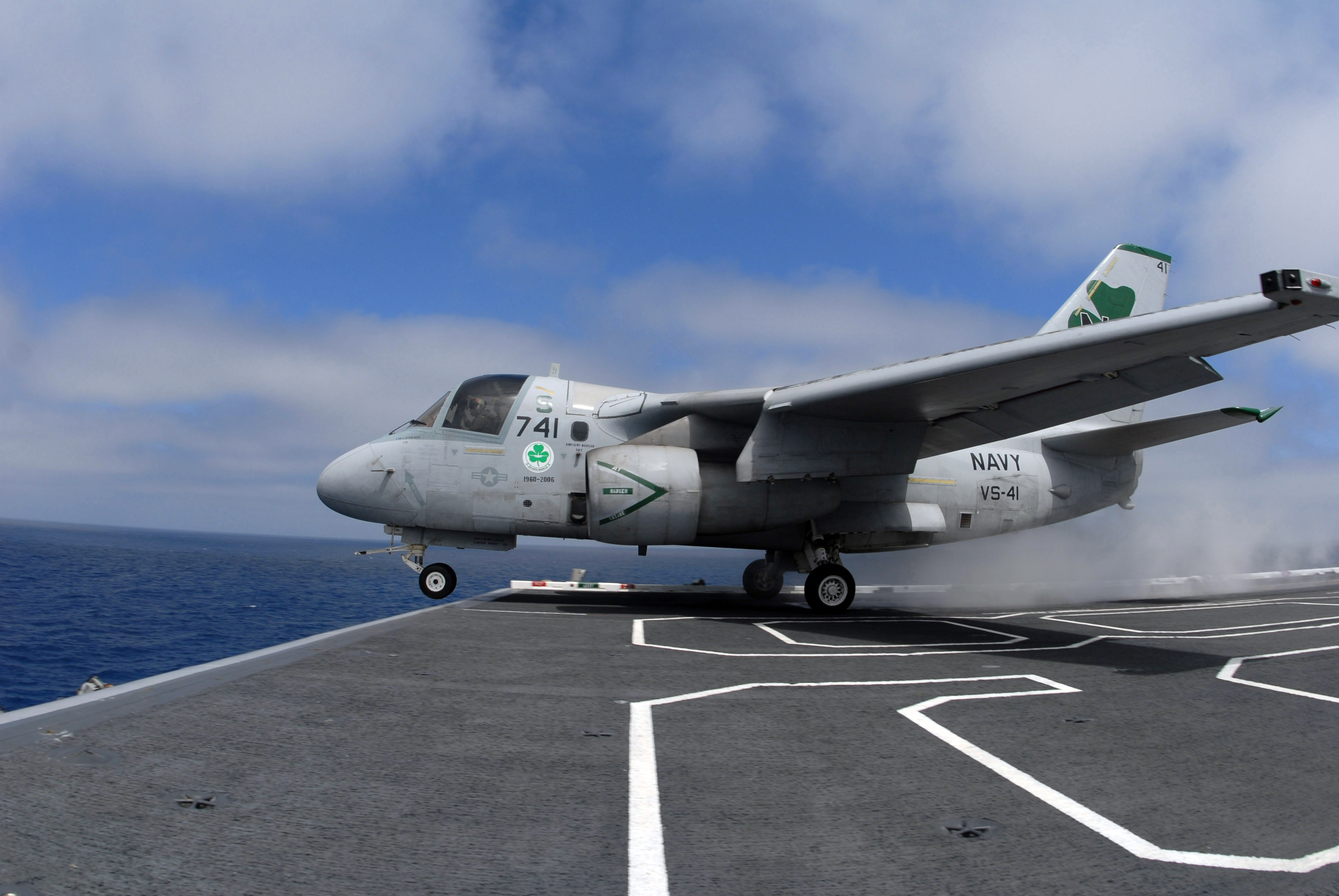

Локхид S-3 «Викинг» (англ. Lockheed S-3 Viking) — американский палубный противолодочный самолёт. Самолёт производился корпорацией Lockheed на Палмдейлском авиазаводе № 42, всего было построено 187 машин. Первый прототип совершил пробный полёт 21 января 1972 года. Серийное производство продолжалось с 1971 по 1978 годы. S-3 Viking стоял на вооружении американского флота с 1974 года. Снят с вооружения в 2009 году. Стоимость в ценах 1974 года — $27 млн.
В конце октября 2013 года, появилась информация о том, что Lockheed Martin намерена восстановить и модернизировать часть законсервированных самолётов, находящиеся на территории 309-й группы по обслуживанию и ремонту авиакосмической техники (AMARG). Самолёты предполагается предложить ВМС Южной Кореи, для замены патрульных самолётов P-3C/CK Orion, и ВМС США, в варианте транспортного и палубного самолёта-заправщика. Всего с хранения возможно полностью восстановить и переоборудовать от 50 до 100 S-3 Viking.

## Разработка
В конкурсе на разработку нового противолодочного самолёта под индексом VSX (V — Heavier-than-air, S — Antisubmarine, X — Experimental; «[летательный аппарат] тяжелее воздуха противолодочный экспериментальный») для замены постепенно устаревающих «Трекеров», объявленном Управлением авиационной техники и вооружения ВМС США летом 1968 года, приняли участие Convair, Сан-Диего, Калифорния (подразделение General Dynamics Corp.) и Lockheed-California Corp., Бербанк, Калифорния, совместно с Ling-Temco-Vought Aerospace Corp., Даллас, Техас. Обоим участникам выделялось $19 млн на разработку проектов. В итоге победил проект Lockheed и LTV.

## Конструкция
Самолёт конструктивно представляет собой высокоплан со стреловидным крылом (15 градусов по передней кромке) и развитым оперением. Фюзеляж типа полумонокок имеет в поперечном сечении форму квадрата со скруглёнными углами. Трёхстоечное убирающиеся шасси, выпускной тормозной гак. Четырёхместная кабина 2х2 имеет плотную компоновку, все рабочие места оснащены катапультными креслами. Крыло и киль складываются при хранении самолёта в корабельном ангаре.
На пилонах под крылом установлены два турбореактивных двухконтурных двигателя «Дженерал электрик» TF34-GE с тягой до 4,2 тс. Возможна подвеска двух дополнительных баков. Имеется убираемая штанга для дозаправки в воздухе.
Бортовые системы самолёта объединены в боевую информационно-управляющую систему A-NEW, под управлением сдвоенной (резервированной) БЦВМ AN/AYK-10, что позволяет в значительной мере автоматизировать маршрутный полёт, поиск и поражение надводных и подводных целей. Основным методом поиска подводных лодок являются сбрасываемые гидроакустические буи. Также применяется магнитометр, поисковая РЛС, станция радиотехнической разведки и станция ИК-сканирования.

## Модификации
S-3A — основная модификация, предназначенная для поиска и поражения надводных и подводных целей, разведки и постановки мин.
S-3B — модификация БРЭО и вооружения (противокорабельные управляемые ракеты)
KS-3A — воздушный заправщик
ES-3A — самолёт радиотехнической разведки
US-3A — транспортная модификация

## Тактико-технические характеристики
Приведённые характеристики соответствуют модификации S-3A.
Источник данных: DEPARTMENT OF THE NAVY -- NAVAL HISTORICAL CENTER 

Технические характеристики
- Экипаж: 4 (пилот, второй пилот, оператор и офицер боевого управления (TACCO))
- Длина: 16,26 м
  - сложенного: 15,06 м
- Размах крыла: 20,93 м
  - сложенного: 9,0 м
- Высота: 6,93 м
  - сложенного: 4,65 м
- Площадь крыла: 55,56 м²
- База шасси: 5,72 м
- Колея шасси: 4,19 м
- Масса пустого: 12 060 кг
- Масса снаряжённого: 14 430 кг (c 4 торпедами Mk.46 и 60 гидроакустическими буями)
- Нормальная взлётная масса: 20 390 кг (c 4 торпедами Mk.46 и 60 гидроакустическими буями)
- Максимальная взлётная масса: 23 830 кг
- Объём топливных баков: 7 317 л (+ 2 × 1 136 л ПТБ)
- Масса топлива во внутренних баках: 5 961 кг (+ 1 851 кг в ПТБ)
- Силовая установка: 2 × ТРДД General Electric T34-GE-2
- Тяга: 2 × 41,26 кН

Лётные характеристики
- Максимальная скорость:  
  - у земли: 795 км/ч
  - на высоте 6 100 м: 828 км/ч
- Крейсерская скорость: 641 км/ч
- Скорость сваливания: 145-191 км/ч (в зависимости от массы)
- Боевой радиус: 1 530 км (c 4 торпедами Mk.46 и 60 гидроакустическими буями)
- Практическая дальность: 5 121 км (без ПТБ без боевой нагрузки)
- Перегоночная дальность: 6 238 км (с ПТБ без боевой нагрузки)
- Практический потолок: 12 470 м
- Скороподъёмность: 22,6 м/с (без ПТБ без боевой нагрузки с полным запасом топлива)
- Нагрузка на крыло: 367 кг/м² (при нормальной взлётной массе)
- Тяговооружённость: 0,41 (при нормальной взлётной массе)
- Длина разбега: 549-692 м (в зависимости от взлётной массы)
  - при нормальной взлётной массе: 674 м
- Длина пробега: 579-652 м (в зависимости от посадочной массы)

Вооружение
- Боевая нагрузка:  
  - в бомбовом отсеке: 4 × 272 кг
  - под крылом: 2 × 1 134 кг
- Неуправляемые ракеты:  
  - 6 × 4 × 127 мм в блоках LAU 10A/A
  - 6 × 7 × 70 мм ракет «Гидра» в блоках LAU 68A
  - 6 × 19 × 70 мм ракет «Гидра» в блоках LAU 61A или LAU 69A
- Бомбы:  
  - свободнопадающие: 10 × 227 кг Mk.82
  - кассетные: 6 × Mk.20
  - ядерные: 2 × Mk.57/0
  - глубинные: 4 × Mk.54